# Maria do Carmo Guedes
Maria do Carmo Guedes (Campinas, 17 de julho de 1933) é uma psicóloga e professora universitária brasileira.
Possui graduação em Filosofia pela Universidade de São Paulo (1956), especialização em Psicologia Social e Experimental, também pela Universidade de São Paulo (1973), e doutorado em Ciências Humanas e Psicologia pela Pontifícia Universidade Católica de São Paulo (1974). Sua tese de doutoramento tem o título Análise e Programação de contingências para grande número de alunos e foi orientada pela Profa. Carolina Martuscelli Bori. Atualmente é professora titular da Pontifícia Universidade Católica de São Paulo. Tem experiência na área de Psicologia, com ênfase em História da Psicologia, atuando hoje principalmente nos seguintes temas: história da psicologia, psicologia no Brasil, história da psicologia no Brasil e disseminação de conhecimento.

## Atuação profissional
No Centro Regional de Pesquisas Educacionais (CRPE), Maria do Carmo Guedes atuou como pesquisadora entre 1957 e 1965, após exercer as funções de auxiliar de pesquisa e assistente; por cerca de dois anos, entre 1961 e 1963, também foi diretora da Divisão de Estudos e Pesquisas Educacionais (DEPE), sucedendo a Dante Moreira Leite.
Entrementes, na Pontifícia Universidade Católica de São Paulo (PUC-SP), ministrou, ao longo dos anos, diversas disciplinas, iniciando por “Psicologia Científica” em 1962; passou, a partir de 1963, a ministrar também Psicologia Experimental, Metodologia Científica em 1971 e História e Historiografia da Psicologia em 1983, dentre outras, evidenciando a consolidação de sua carreira na Psicologia Científica e por fim dedicando-se à sua história. Nesse meio-tempo, foi Chefe do Laboratório de Psicologia Experimental (de 1965 a 1970), coordenadora da equipe de metodologia científica, membro da comissão diretora do Ciclo Básico (ambos de 1971 a 1976), diretora da Faculdade de Psicologia (1976 a 1981), membro de Colegiado Superior (1976 a 1983) e diretora da EDUC – Editora de PUC-SP (1993-2001). No dia 20 de abril de 2010, recebeu o título de Professora Emérita da mesma Universidade, após deliberação do Conselho Universitário e aprovação da reitoria por conta de sua relevante atuação profissional e a magnitude de seus trabalhos para a psicologia no Brasil.
Maria do Carmo Guedes foi uma das pioneiras no campo da psicologia ambiental. De 1968 a 1986, foi colaboradora autônoma do Escritório de Arquitetura Joaquim Guedes e Associados, atuando com propostas para a área social em projetos de criação ou desenvolvimento de cidades e levantamento de análise de dados sobre qualidade de vida.
Na Universidade de São Paulo, onde se graduou, também ministrou, já como professora visitante, Metodologia do Ensino Superior para estudantes da pós-graduação na Escola de Enfermagem entre 1989 e 1992 e Metodologia de Pesquisa Científica para a pós-graduação do curso de Ciências da Nutrição.

### Linhas de Pesquisa
A atuação da pesquisadora divide-se em cinco áreas: Ensino de Metodologia Científica, Análise e Programação de Ensino e Intervenção, História e Historiografia da Psicologia, Análise Crítica das Categorias Fundamentais da Psicologia Social e Psicologia Ambiental.
Entre 2008 e 2011, integrou e orientou o projeto “Produção de Arquivos para uma História da Psicologia do Brasil” com o objetivo de disseminar a História da Psicologia especialmente na graduação; orientou e iniciou graduandos no projeto de “Associações científicas em psicologia: vicissitudes, perspectivas” entre 2009 e 2010. Seu nome ainda está vinculado a um projeto paralelo de 2006 a 2009 denominado “Memória e História da Psicologia no Brasil: o caleidoscópio institucional da área psi” e no corpo editorial dos periódicos “Interações – Estudos e Pesquisas em Psicologia”, “Revista Brasileira e Análise do Comportamento”, “Temas em Psicologia” (Ribeirão Preto), “Memorandum” (Belo Horizonte) e “Psicologia e Sociedade”, respectivamente em 2005, 2007, 2008 e 2009.
Atualmente, possui alguns trabalhos em andamento como “Para uma história da Análise do Comportamento no Brasil II” e “A Psicologia em São Paulo”, dois projetos que envolvem análise documental e de artigos produzidos. O primeiro projeto, iniciado em 2010, objetiva estudar os caminhos que a Análise do Comportamento passou e como se disseminou no Brasil em comemoração aos 50 anos da área, e o segundo projeto, iniciado em 2011, almeja organizar um grande acervo de documentos para integrar Museu Virtual da Psicologia no Brasil, da UFRGS.	
Foi premiada em 2008 como orientadora do melhor trabalho de iniciação científica no 18º Encontro de Iniciação Científica da PUC-SP.
Em 2009 foi publicado um artigo em homenagem à Maria do Carmo Guedes na conceituada revista científica Psicologia: Ciência e Profissão. Esse artigo ressalta que após a regulamentação da profissão e da formação em psicologia por meio da Lei 4 119 de 27 de agosto de 1962, foram concedidos títulos de psicólogos àqueles que, sem o curso superior específico em Psicologia, já se dedicavam a atividades na área. Curiosamente, apesar de ser considerada uma psicóloga e ter vasta contribuição comprovada tanto para a história quanto para o avanço da psicologia no Brasil, o referido título não foi concedido a Maria do Carmo.

## Vivência
Algumas passagens de sua vida universitária foram marcantes e trazem grande carga de emoção. Maria do Carmo foi signatária do Manifesto dos Educadores e trabalhou em defesa da escola pública. O Manifesto foi redigido pelo Professor Fernando de Azevedo e foi publicado pela primeira vez em 1º de julho de 1959 pelos jornais O Estado de São Paulo e Diário do Congresso Nacional. Este documento de política educativa foi criado para determinar a educação como um serviço público, gratuito e obrigatório, pressionando o Estado a se comprometer também com a educação dos menos privilegiados, já que uma escola pública e gratuita ameaçaria as regalias garantidas somente às elites.
O Manifesto contou, ao todo, com 189 assinaturas, das quais 164 pertenciam à figuras brasileiras de destaque, como por exemplo, A. F. de Almeida Júnior, Anísio Teixeira, Florestan Fernandes, João Cruz Costa, Antônio Cândido de Mello e Souza, Caio Prado Júnior, José Arthur Giannotti, Paschoal Leme, Sérgio Buarque de Holanda, Fernando Henrique Cardoso, Joel Martins, Darcy Ribeiro, Maria Izaura Pereira de Queiroz, Cecília Meirelles, Celso de Ruy Beisiegel, Álvaro Vieira Pinto, Ruth Corrêa Leite Cardoso, Silvia Tatiana Maurer Lane, Perseu Abramo e José Mario Pires Azanha, todos em prol da liberdade de educação.
A denominação de "Mais uma vez convocados" dada ao Manifesto dos Educadores faz referência ao Manifesto dos Pioneiros da Educação Nova, redigido também por Fernando de Azevedo em 1932, que também defendia a educação como dever do Estado. O resultado dos dois Manifestos foi a criação da primeira LDB (Lei de Diretrizes e Bases da Educação Nacional), a Lei nº 4.024/61, que configurou a educação, trazendo democracia ao ensino brasileiro.
Outro acontecimento marcante ocorreu na época da ditadura militar, em 1977, quando a PUC estava ocupada por estudantes, Maria do Carmo teve participação ativa entre os professores que contribuíram para que alguns alunos pudessem se refugiar, intermediando o diálogo com os policiais do coronel Erasmo Dias, que haviam invadido a Universidade com truculência. Maria do Carmo chegou a apoiar uma aluna que estava presa e foi sua testemunha de defesa em processo ao qual a aluna respondia. Ainda no período em que a Universidade esteve ocupada, os estudantes da Faculdade de Psicologia, juntamente com os professores, formularam um novo currículo, experimental, com participação de destaque de Maria do Carmo na sua elaboração e execução, numa experiência que durou seis meses.
Nas palavras de Maria do Carmo, "para montar um curso de Análise do Comportamento, é necessário saber o que é o Brasil de hoje e do que é que o Brasil precisa". Profissionais ligados a ela lembram o livro de Darcy Ribeiro, A Universidade Necessária, estudo que acompanha as atividades normais de planejamento de curso. Afirmam também: "Trabalhar com a Maria do Carmo, sobre qualquer assunto que seja, é estar sempre refletindo sobre as consequências sociais desse trabalho, visando à produção de uma ciência que capacite para a ação social.” Dizem ainda: "Cada dia tem uma coisa nova, nada de monotonia, nada de limites. Tudo pode ser tentado e qualquer ideia é bem-vinda com muito apoio e carinho. Ela é o não-dogmatismo, a ousadia".
Longe de estar aposentada, Maria do Carmo atualmente dá aulas, orienta pesquisas, atua em colegiados, participa de congressos, da organização de eventos e de grupos de pesquisas inter-institucionais. Além disso, publica artigos, envolve os alunos nas atividades de ensino, monitoria e pesquisa, e é vice-coordenadora do programa de pós-graduação em Análise do Comportamento, área do conhecimento introduzida por ela há mais de duas décadas na PUC-SP. É considerada uma representante no Brasil, em sua área de atuação, das preocupações sociais de Burrhus F. Skinner.[carece de fontes?]